# Marina Baixa
Marina Baixa (em castelhano: Marina Baja) é uma comarca da Comunidade Valenciana, na Espanha. Está localizada na província de Alicante, e sua capital é o município de Villajoyosa. Limita com as comarcas de Comtat, Marina Alta, Alcoià, Alacantí, e também com o mar Mediterrâneo.

## Municípios
| Município           | População | Superfície | Densidade |
| ------------------- | --------- | ---------- | --------- |
| Benidorm            | 72.062    | 38,51      | 1.793,24  |
| Villajoyosa         | 32.733    | 59,25      | 515,61    |
| Altea               | 24.056    | 35,30      | 641,58    |
| Alfaz del Pi        | 21.670    | 19,26      | 1.033,90  |
| La Nucía            | 18.593    | 21,36      | 726,54    |
| Callosa d'en Sarrià | 7.894     | 34,66      | 231,04    |
| Finestrat           | 6.807     | 42,25      | 117,04    |
| Polop de la Marina  | 4.474     | 22,58      | 171,34    |
| Relleu              | 1.338     | 76,87      | 14,17     |
| Orcheta             | 898       | 24,06      | 31,50     |
| Tárbena             | 809       | 31,67      | 23,93     |
| Sella               | 636       | 38,72      | 16,50     |
| Benimantell         | 512       | 37'90      | 12'29     |
| Bolulla             | 454       | 13'60      | 29'33     |
| Confrides           | 315       | 40'00      | 7'57      |
| Guadalest           | 240       | 16'00      | 13'97     |
| Beniardá            | 222       | 15'74      | 13'43     |
| Benifato            | 201       | 11'90      | 15'79     |